# Buffalo Stance
"Buffalo Stance" is een nummer van de Zweedse zangeres Neneh Cherry. Het verscheen op haar debuutalbum Raw Like Sushi uit 1989. Op 28 november 1988 werd het al uitgebracht als haar eerste solosingle.

## Achtergrond
"Buffalo Stance" is geschreven door Cherry, haar echtgenoot Cameron McVey, diens schrijfpartner Jamie Morgan en toetsenist Phillip Ramacon en geproduceerd door Tim Simenon en Mark Saunders. Een vroege versie van het nummer verscheen in 1986 onder de titel "Looking Good Diving with the Wild Bunch" al op de B-kant van de single "Looking Good Diving" van het duo Morgan-McVey, bestaande uit twee van de schrijvers. Cherry zong deze versie en schreef eveneens de rap. Volgens Morgan bevatte deze versie elementen van de A-kant van de single, voornamelijk het keyboardspel van Ramacon. Ook zei hij dat niemand zich realiseerde dat het een hit zou worden, totdat hij dj Simenon tegenkwam, die een remix van het lied wilde maken.
De titel "Buffalo Stance" verwijst naar het modehuis "Buffalo", waar fotografen, modellen, muzikanten en makeupartiesten bij aangesloten waren. Cherry, Morgan en McVey waren allemaal lid van deze groep, opgericht door stylist Ray Petri. De "buffalo stance" is volgens Cherry "een houding die je nodig hebt om erbij te horen. Het gaat niet over mode, maar over het overleven in binnensteden en andere plekken." Ook verwijst de titel naar het lied "Buffalo Gals" van Malcolm McLaren uit 1982, dat gesampled is in "Buffalo Stance". Ook "(Hey You) The Rock Steady Crew" van The Rock Steady Crew is gesampled in het lied, terwijl de saxofoonsolo afkomstig is uit "Chicken Yellow" van de groep Miami uit 1974.

## Succes
"Buffalo Stance" was de eerste single van Cherry en werd direct een grote hit. In haar thuisland Zweden bereikte het de nummer 1-positie en in zowel de Britse UK Singles Chart als de Amerikaanse Billboard Hot 100 de derde plaats werd gehaald. Ook in onder meer Canada, Denemarken, Duitsland, Europa, Finland, Griekenland, Ierland, Noorwegen, Oostenrijk en Zwitserland werd de top 10 gehaald. In Nederland werd de single een nummer 1-hit in zowel de Top 40 als de Nationale Hitparade Top 100, terwijl in Vlaanderen de vierde plaats in een voorloper van de Ultratop 50 werd gehaald.

## Videoclip
De videoclip van "Buffalo Stance" werd geregisseerd door John Maybury. In de video danst Cherry, die op dat moment zwanger was van haar eerste kind, voor een kleurrijke, computergegenereerde achtergrond. Ook zijn een dj en twee achtergrondzangeressen te zien. In 2024 herinnerde producent Saunders zich: "Het had weinig budget, maar een hoogzwangere Neneh deed het maar toch - en zij liet ook wat stof opwaaien - een zwangere vrouw die in een videoclip danst - hoe schokkend!?" De clip werd in 1989 genomineerd voor een MTV Video Music Award in de categorie "Best New Artist in a Video", maar verloor hierin van "Cult of Personality" van Living Colour.

## Hitnoteringen

### Nederlandse Top 40
| Hitnotering: 14-01-1989 t/m 08-04-1989 | Hitnotering: 14-01-1989 t/m 08-04-1989 | Hitnotering: 14-01-1989 t/m 08-04-1989 | Hitnotering: 14-01-1989 t/m 08-04-1989 | Hitnotering: 14-01-1989 t/m 08-04-1989 | Hitnotering: 14-01-1989 t/m 08-04-1989 | Hitnotering: 14-01-1989 t/m 08-04-1989 | Hitnotering: 14-01-1989 t/m 08-04-1989 | Hitnotering: 14-01-1989 t/m 08-04-1989 | Hitnotering: 14-01-1989 t/m 08-04-1989 | Hitnotering: 14-01-1989 t/m 08-04-1989 | Hitnotering: 14-01-1989 t/m 08-04-1989 | Hitnotering: 14-01-1989 t/m 08-04-1989 | Hitnotering: 14-01-1989 t/m 08-04-1989 | Hitnotering: 14-01-1989 t/m 08-04-1989 |
| Week                                   | 1                                      | 2                                      | 3                                      | 4                                      | 5                                      | 6                                      | 7                                      | 8                                      | 9                                      | 10                                     | 11                                     | 12                                     | 13                                     |                                        |
| -------------------------------------- | -------------------------------------- | -------------------------------------- | -------------------------------------- | -------------------------------------- | -------------------------------------- | -------------------------------------- | -------------------------------------- | -------------------------------------- | -------------------------------------- | -------------------------------------- | -------------------------------------- | -------------------------------------- | -------------------------------------- | -------------------------------------- |
| Nummer                                 | 24                                     | 13                                     | 8                                      | 4                                      | 2                                      | 2                                      | 1                                      | 1                                      | 3                                      | 7                                      | 14                                     | 31                                     | 40                                     | uit                                    |

### Nationale Hitparade Top 100
| Hitnotering: 07-01-1989 t/m 29-04-1989 | Hitnotering: 07-01-1989 t/m 29-04-1989 | Hitnotering: 07-01-1989 t/m 29-04-1989 | Hitnotering: 07-01-1989 t/m 29-04-1989 | Hitnotering: 07-01-1989 t/m 29-04-1989 | Hitnotering: 07-01-1989 t/m 29-04-1989 | Hitnotering: 07-01-1989 t/m 29-04-1989 | Hitnotering: 07-01-1989 t/m 29-04-1989 | Hitnotering: 07-01-1989 t/m 29-04-1989 | Hitnotering: 07-01-1989 t/m 29-04-1989 | Hitnotering: 07-01-1989 t/m 29-04-1989 | Hitnotering: 07-01-1989 t/m 29-04-1989 | Hitnotering: 07-01-1989 t/m 29-04-1989 | Hitnotering: 07-01-1989 t/m 29-04-1989 | Hitnotering: 07-01-1989 t/m 29-04-1989 | Hitnotering: 07-01-1989 t/m 29-04-1989 | Hitnotering: 07-01-1989 t/m 29-04-1989 | Hitnotering: 07-01-1989 t/m 29-04-1989 | Hitnotering: 07-01-1989 t/m 29-04-1989 |
| Week                                   | 1                                      | 2                                      | 3                                      | 4                                      | 5                                      | 6                                      | 7                                      | 8                                      | 9                                      | 10                                     | 11                                     | 12                                     | 13                                     | 14                                     | 15                                     | 16                                     | 17                                     |                                        |
| -------------------------------------- | -------------------------------------- | -------------------------------------- | -------------------------------------- | -------------------------------------- | -------------------------------------- | -------------------------------------- | -------------------------------------- | -------------------------------------- | -------------------------------------- | -------------------------------------- | -------------------------------------- | -------------------------------------- | -------------------------------------- | -------------------------------------- | -------------------------------------- | -------------------------------------- | -------------------------------------- | -------------------------------------- |
| Nummer                                 | 93                                     | 44                                     | 11                                     | 7                                      | 4                                      | 3                                      | 1                                      | 1                                      | 2                                      | 3                                      | 6                                      | 13                                     | 15                                     | 27                                     | 40                                     | 73                                     | 100                                    | uit                                    |